# Chang Zheng 2
Chang Zheng 2 (长征二号系列火箭; Chángzhēng èrhàoxìlièhuǒjiàn) eller CZ-2 eller Long March 2 är en kinesisk raketfamilj av bärraketer för uppskjutning av nyttolaster till omloppsbana runt jorden. Namnet Chang Zheng kommer av det kinesiska namnet på Den långa marschen som Folkets befrielsearmé gjorde 1934 till 1935.
Chang Zheng 2 är baserad på tekniken från missilen DF-5. Den första lyckade uppskjutningen (med Chang Zheng 2A) gjordes 26 november 1975. 15 oktober 2003 användes Chang Zheng 2F för Kinas första bemannade rymdresa då Shenzhou 5 bemannad med Yang Liwei sköts upp i rymden.
| Raket               | Chang Zheng 2A | Chang Zheng 2C | Chang Zheng 2D | Chang Zheng 2E            | Chang Zheng 2F            | Chang Zheng 2F/G          |
| Skiss               | Long March 2A  | Long March 2C  | Long March 2D  | Long March 2E             | Long March 2F             | Long March 2F/G           |
| Steg                | 2              | 2              | 2              | 3 (+ 4 strap-on boosters) | 2 (+ 4 strap-on boosters) | 2 (+ 4 strap-on boosters) |
| Längd (m)           | 32             | 42             | 41,1           | 49,7                      | 62                        | 58 / 62                   |
| Max. diameter (m)   | 3,35           | 3,35           | 3,35           | 7,85                      | 7,85                      | 8,45                      |
| Lyftvikt (ton)      | 190            | 192            | 232            | 462                       | 464                       | 497                       |
| Lyftkraft (kN)      | 2 786          | 2 786          | 2 962          | 5 923                     | 6 512                     | 6 512                     |
| Nyttolast (LEO, kg) | 1 800          | 2 400          | 3 100          | 9 200                     | 8 400                     | 8 400 / 8 600             |